# Philosepedon triungulata
Philosepedon triungulata är en tvåvingeart som beskrevs av Eaton 1913. Philosepedon triungulata ingår i släktet Philosepedon och familjen fjärilsmyggor.
Artens utbredningsområde är Seychellerna. Inga underarter finns listade i Catalogue of Life.